# Temporada da NHL de 1917–18
A temporada da NHL de 1917–18 foi a primeira temporada da National Hockey League (NHL) após a suspensão da National Hockey Association (NHA). Ela foi dividida em duas metades, de 19 de dezembro a 4 de fevereiro e de 6 de fevereiro a 6 de março. Os Canadiens venceram a primeira metade, e Toronto, a segunda metade. O Montreal Wanderers desistiu no início de janeiro de 1918 após seu ginásio, a Westmount Arena, ser destruído por um incêndio. O Toronto venceu os playoffs da NHL e conquistou a Copa Stanley ao derrotar o representante da PCHA, o Vancouver Millionaires, por três jogos a dois em uma melhor de cinco jogos.

## Negócios da Liga
Em novembro de 1917, os donos da NHA, aparentemente sem vontade de continuar a liga com o dono do Toronto na NHA, Eddie Livingstone, decidiram suspender a NHA e formar uma nova liga, a NHL, sem Livingstone. Os eventos se sucederam da seguinte forma:
Em 19 de outubro, um encontro do grupo de diretores da NHA foi realizado. Livingstone não participou, enviando o advogado Eddie Barclay. Barclay foi informado pelos diretores de que o Toronto não participaria da temporada de 1917-18 devido à dificuldade de operarem uma liga com cinco times, tanto no calendário como na disponibilidade de jogadores durante a guerra. Livingstone então anunciou publicamente que ele iria iniciar um circuito internacional e levou os jogadores da NHA.
Em 9 de novembro de 1917, foi noticiado que a franquia do Toronto na NHA foi vendida a Charles Querrie, da corporação Toronto Arena. Nesse ponto, o presidente da NHA, Robertson, e o secretário Frank Calder negaram que a NHA mudaria, seria dissolvida ou adotaria outro subterfúgio.
Em 10 de novembro de 1917, o encontro anual da NHA foi presidido por Calder, com as presenças de Martin Rosenthal e E.P Dey pelo Ottawa; Sam Lichtenheim pelos Wanderers; George Kennedy pelos Canadiens e M. J. Quinn e Charles Freemont pelo Quebec. No encontro, Livingstone foi representado por J. F. Boland, que afirmou que, se a liga operasse, a franquia de Toronto desejava que fosse com todos os membros. Os votos da NHA foram de suspender as operações mas não varrer a organização, que se encontraria no período de um ano. De acordo com o Globe, havia um movimento para formar uma nova liga de quatro times com Toronto, Ottawa e os dois times de Montreal. De acordo com Holzman, os representantes do Toronto ofereceram à Arena Gardens a administração do Toronto e o empréstimo dos jogadores.
Houve, então, um período de especulação nos jornais sobre se o Quebec participaria da nova temporada e como seria a organização da liga. Um nome para a nova liga foi especulado: a "National Professional Hockey League". Se o Quebec jogasse, os jogadores do Toronto seriam dispersados; se o Quebec não pudesse jogar, então os jogadores do Toronto seriam emprestados para uma franquia temporária de Toronto. Representantes de Ottawa, Quebec e Montreal se encontraram em 22 de novembro de 1917, mas saíram sem uma decisão.
Em 26 de novembro, representantes dos clubes na NHA de Ottawa, Quebec e Montreal se encontraram no Windsor Hotel em Montreal. A decisão de começar uma nova liga foi finalizada e anunciada. A decisão foi de começar uma nova liga, a National Hockey League:
- A constituição e as regras seriam iguais às da NHA;
- Frank Calder foi eleito presidente e secretário;
- M. J. Quinn, do Quebec, foi nomeado presidente honorário;
- Franquias foram garantidas a Ottawa, Canadiens, Wanderers;
- Jogadores do Quebec seriam espalhados entre outros times.

Um franquia de Toronto foi operada temporariamente pela Arena Gardens, enquanto a situação de propriedade do Toronto era resolvida. A franquia usou os jogadores dos Blueshirts, incluindo aqueles que haviam se transferido para outros times da NHA na segunda metade da Temporada 1916-17 da NHA. Enquanto Livingstone concordou com um arrendamento do time, os donos da NHL não desejavam dividir nada das receitas com jogadores. Livingstone iria apelar pelas receitas do time em 1918. George Kennedy, dono dos Canadiens, diria posteriormente: "Os jogadores do Toronto pertencem como parte do corpo da National Hockey League, portanto eles foram apenas emprestados à Toronto Arena Company, embora Livingstone tenha tentado fazer a Arena Company acreditar que ele controlava aqueles jogadores."
O time jogou a temporada sem um apelido.
De acordo com Holzman, a NHL teve a intenção de funcionar temporariamente até que o problema da franquia de Toronto na NHA fosse resolvida.

### Principais mudanças de regras
A Copa O'Brien foi transferida para a NHL da suspensa National Hockey Association e tornou-se o troféu de campeonato da liga. Ele foi entregue ao vencedor dos playoffs da NHL, que lutaria pela Copa Stanley em uma série contra ligas rivais.
Em 9 de janeiro de 1918, a liga decidiu permitir aos goleiros a queda na superfície do gelo para fazer defesas. Essa foi a primeira mudança implantada na National Hockey League. Ela foi feita em resposta à constante queda do goleiro do Ottawa Clint Benedict para fazer defesas.

## Temporada regular
A nova liga enfrentou grande competição por jogadores contra um grande número de outras ligas, incluindo a Pacific Coast Hockey Association. Além disso, fechar contratos era difícil por causa da destruição dos talentos pela Primeira Guerra Mundial.
Os Wanderers enfrentaram problemas desde o início da temporada. Eles ganharam seu primeiro jogo em casa mas levaram apenas setecentos torcedores. Os Wanderers então perderam os três jogos seguintes e o dono, Lichtenhein, ameaçou abandonar a liga se não conseguisse alguns novos jogadores. Embora eles pudessem ter adquirido Joe Malone no recrutamento, eles se viraram para a PCHA e assinaram com o goleiro Hap Holmes. Eles também obtiveram permissão para assinar com jogadores como Frank Foyston, Jack Walker e outros se eles pudessem fazê-lo. Os Wanderers emprestaram Holmes ao Seattle Metropolitans, da PCHA, mas ele eventualmente voltou à NHL quando Seattle o emprestou ao Toronto.

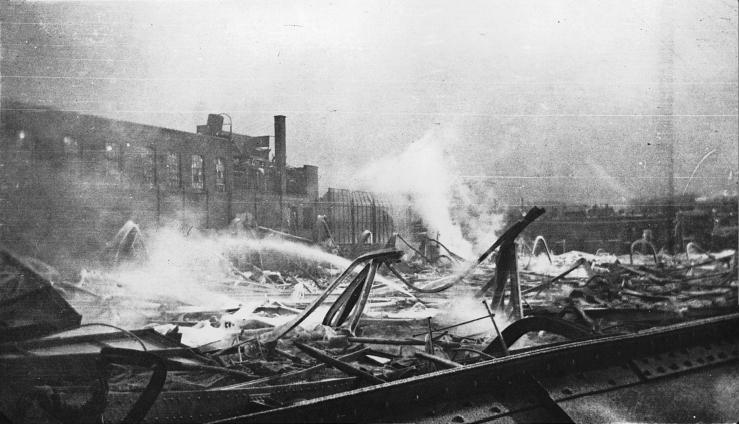
Ruínas da Montreal Arena

Um encontro da liga foi planejado para lidar com a situação, mas em 2 de janeiro de 1918 a questão foi resolvida, quando a Montreal Arena foi incendiada, deixando Canadiens e Wanderers sem teto. Os Canadiens se mudaram para o Jubilee Rink, com 3 250 assentos. A Hamilton Arena se ofereceu para prover uma casa para os Wanderers, mas Lichtenhein abandonou o time em 4 de janeiro, quando os outros clubes se recusaram a dar quaisquer jogadores. Os três times restantes  completariam a temporada.
O último jogador na ativa da temporada inaugural foi Reg Noble, que se aposentou ao fim dos playoffs da Copa Stanley de 1933

## Melhores momentos
A primeira partida da temporada foi entre Toronto e Wanderers. O atleta Dave Ritchie, do Montreal, marcou o primeiro gol na história da NHL e Harry Hyland marcou quatro vezes na vitória por 10 a 9 dos Wanderers, que seria sua única na NHL. A partida de abertura foi disputada para apenas setecentos torcedores.
Em 28 de janeiro, quando os Canadiens visitaram Toronto, os jogadores Alf Skinner e Joe Hall participaram de uma briga com seus tacos. Ambos receberam penalidades na partida, multas de 15 dólares e foram presos pela Polícia de Toronto por conduta desordeira, pela qual receberam uma suspensão.

### Classificação final
|                    | PJ | V  | D | E | Pts | GP | GC |
| ------------------ | -- | -- | - | - | --- | -- | -- |
| Montreal Canadiens | 14 | 10 | 4 | 0 | 20  | 81 | 47 |
| Toronto            | 14 | 8  | 6 | 0 | 16  | 71 | 75 |
| Ottawa Senators    | 14 | 5  | 9 | 0 | 10  | 67 | 79 |
| Montreal Wanderers | 6  | 1  | 5 | 0 | 2   | 17 | 35 |

|                    | PJ | V | D | E | Pts | GP | GC |
| ------------------ | -- | - | - | - | --- | -- | -- |
| Toronto            | 8  | 5 | 3 | 0 | 10  | 37 | 34 |
| Ottawa Senators    | 8  | 4 | 4 | 0 | 8   | 35 | 35 |
| Montreal Canadiens | 8  | 3 | 5 | 0 | 6   | 34 | 37 |

Nota: PJ = Partidas Jogadas, V = Vitórias, D = Derrotas, E = Empates, Pts = Pontos, GP = Gols Pró, GC = Gols Contra

Times que se classificaram aos play-offs estão destacados em negrito.

Os Wanderers faltaram jogos marcados contra os Canadiens (2 de janeiro de 1918) e Toronto (5 de janeiro de 1918), quando sua arena foi destruída por incêndio.

Esses jogos aparecem como derrotas na classificação, mas as partidas não foram disputadas.
"A Liga não aceita a resignação dos Wanderers de imediato, escolhendo esperar e ver se o time aparece para sua partida marcada em Toronto, no sábado 5 de janeiro. … A data-limite passou, o time que uma vez tinha sido conhecido como "Os Pequenos Homens de Ferro" teve sua página virada na história do hóquei. Os jogos marcados dos Wanderers nos dias 2 e 5 de janeiro foram oficialmente marcados nas estatísticas como vitórias dos seus respectivos oponentes, Canadiens e Toronto." — Holzman.

### Resultados
Primeira metade
| Mês  | Dia | Visitante | Placar | Mandante  | Placar                        |
| ---- | --- | --------- | ------ | --------- | ----------------------------- |
| Dez. | 19  | Ottawa    | 4      | Canadiens | 7                             |
| Dez. | 19  | Toronto   | 9      | Wanderers | 10                            |
| Dez. | 21  | Ottawa    | 4      | Toronto   | 11                            |
| Dez. | 21  | Canadiens | 11     | Wanderers | 2                             |
| Dez. | 26  | Ottawa    | 6      | Wanderers | 3                             |
| Dez. | 26  | Canadiens | 5      | Toronto   | 7                             |
| Dez. | 29  | Wanderers | 2      | Ottawa    | 9                             |
| Dez. | 29  | Toronto   | 2      | Canadiens | 9                             |
| Jan. | 2   | Toronto   | 6      | Ottawa    | 5                             |
| Jan. | 2†  | Wanderers | -      | Canadiens | -                             |
| Jan. | 5   | Ottawa    | 5      | Canadiens | 6 (27 minutos da prorrogação) |
| Jan. | 5†  | Wanderers | -      | Toronto   | -                             |
| Jan. | 9   | Canadiens | 4      | Toronto   | 6                             |
| Jan. | 12  | Ottawa    | 4      | Canadiens | 9                             |
| Jan. | 14  | Toronto   | 6      | Ottawa    | 9                             |
| Jan. | 16  | Ottawa    | 4      | Toronto   | 5                             |
| Jan. | 19  | Toronto   | 1      | Canadiens | 5                             |
| Jan. | 21  | Canadiens | 5      | Ottawa    | 3                             |
| Jan. | 23  | Ottawa    | 4      | Canadiens | 3                             |
| Jan. | 26  | Toronto   | 3      | Ottawa    | 6                             |
| Jan. | 28  | Canadiens | 1      | Toronto   | 5                             |
| Jan. | 30  | Canadiens | 5      | Ottawa    | 2                             |
| Fev. | 2   | Toronto   | 2      | Canadiens | 11                            |
| Fev. | 4   | Ottawa    | 2      | Toronto   | 8                             |

† A Montreal Arena foi destruída por um incêndio, e os Wanderers desistiram. Dois jogos dos Wanderers contam como vitórias para Canadiens e Toronto.
Segunda Metade
| Mês  | Dia | Visitante | Placar | Mandante  | Placar        |
| ---- | --- | --------- | ------ | --------- | ------------- |
| Fev. | 6   | Canadiens | 3      | Ottawa    | 6             |
| Fev. | 9   | Toronto   | 7      | Canadiens | 3             |
| Fev. | 11  | Ottawa    | 1      | Toronto   | 3             |
| Fev. | 13  | Toronto   | 6      | Ottawa    | 1             |
| Fev. | 16  | Ottawa    | 4      | Canadiens | 10            |
| Fev. | 18  | Canadiens | 9      | Toronto   | 0             |
| Fev. | 20  | Toronto   | 4      | Canadiens | 5             |
| Fev. | 23  | Ottawa    | 3      | Toronto   | 9             |
| Fev. | 25  | Canadiens | 0      | Ottawa    | 8             |
| Fev. | 27  | Ottawa    | 3      | Canadiens | 1 (em Quebec) |
| Mar. | 2   | Canadiens | 3      | Toronto   | 5             |
| Mar. | 6   | Toronto   | 3      | Ottawa    | 9             |

### Artilheiros
PJ = Partidas Jogadas, G = Gols, A = Assistências, Pts = Pontos, PEM = Penalidades em Minutos
| Jogador         | Time               | PJ | G  | A  | Pts | PEM |
| --------------- | ------------------ | -- | -- | -- | --- | --- |
| Joe Malone      | Montreal Canadiens | 20 | 44 | 4  | 48  | 30  |
| Cy Denneny      | Ottawa Senators    | 20 | 36 | 10 | 46  | 80  |
| Reg Noble       | Toronto            | 20 | 30 | 10 | 40  | 35  |
| Newsy Lalonde   | Montreal Canadiens | 14 | 23 | 7  | 30  | 51  |
| Corbett Denneny | Toronto            | 21 | 20 | 9  | 29  | 14  |
| Harry Cameron   | Toronto            | 21 | 17 | 10 | 27  | 28  |
| Didier Pitre    | Montreal Canadiens | 20 | 17 | 6  | 23  | 29  |
| Eddie Gerard    | Ottawa Senators    | 20 | 13 | 7  | 20  | 26  |
| Jack Darragh    | Ottawa Senators    | 18 | 14 | 5  | 19  | 26  |
| Frank Nighbor   | Ottawa Senators    | 10 | 11 | 8  | 19  | 6   |

### Goleiros líderes
| Nome           | Clube          | PJ | GC  | SG | Média. |
| -------------- | -------------- | -- | --- | -- | ------ |
| Georges Vézina | Canadiens      | 21 | 84  | 1  | 4.0    |
| Hap Holmes     | Toronto        | 16 | 76  |    | 4.8    |
| Clint Benedict | Ottawa         | 22 | 114 | 1  | 5.2    |
| Art Brooks     | Toronto        | 3  | 18  |    | 6.0    |
| Sammy Hebert   | Toronto/Ottawa | 2  | 15  |    | 7.5    |

## Playoffs
Todas  as datas em 1918

### Campeonato da NHL
O Montreal venceu a primeira metade da temporada dividida da NHL e o Toronto venceu a segunda. Os dois times então jogaram uma série de dois jogos por gols pelo campeonato da NHL e pela Copa O'Brien. O Toronto ganhou a série a avançou para as finais da Copa Stanley.
Toronto vs. Montreal Canadiens
| Data     | Visitante          | Placar | Mandante           | Placar | Notas |
| -------- | ------------------ | ------ | ------------------ | ------ | ----- |
| March 11 | Montreal Canadiens | 3      | Toronto            | 7      |       |
| March 13 | Toronto            | 3      | Montreal Canadiens | 4      |       |

O Toronto venceu a série de gols por 10 a 7 e conquistou a Copa O'Brien.

### Finais
Vancouver Millionaires vs. Toronto
| Data        | Visitante              | Placar | Mandante               | Placar | Notas |
| ----------- | ---------------------- | ------ | ---------------------- | ------ | ----- |
| 20 de março | Vancouver Millionaires | 3      | Toronto                | 5      |       |
| 23 de março | Toronto                | 4      | Vancouver Millionaires | 6      |       |
| 26 de março | Vancouver Millionaires | 3      | Toronto                | 6      |       |
| 28 de março | Toronto                | 1      | Vancouver Millionaires | 8      |       |
| 30 de março | Vancouver Millionaires | 1      | Toronto                | 2      |       |

O Toronto ganhou a série melhor de cinco por 3 jogos a 2 e conquistou a Copa Stanley.

### Artilheiros dos playoffs da NHL
PJ = Partidas Jogadas, G =Gols, A = Assistências, Pts = Pontos, 
| Jogador       | Time      | PJ | G | A | Pts |
| ------------- | --------- | -- | - | - | --- |
| Alf Skinner   | Toronto   | 7  | 8 | 3 | 11  |
| Newsy Lalonde | Canadiens | 2  | 4 |   | 4   |
| Harry Cameron | Toronto   | 7  | 4 |   | 4   |
| Harry Meeking | Toronto   | 7  | 4 |   | 4   |
| Reg Noble     | Toronto   | 7  | 3 |   | 3   |

## Estreias
Esta é uma lista de jogadores importantes que jogaram seu primeiro jogo na NHL em 1917-18 (listados com seu primeiro time, não incluindo jogadores que participaram anteriormente da NHA):
- Jack Adams, Toronto

## Últimos jogos
Esta é uma lista de jogadores importantes que jogaram seu último jogo na NHL em 1917-18 (listados com seu último time):
- Jack Laviolette, Montreal Canadiens
- Art Ross, Montreal Wanderers
- Harry Hyland, Ottawa Senators